# Omata (Nouvelle-Zélande)
Omata  est une localité de la région de Taranaki, située dans la partie ouest de l’Île du Nord de la Nouvelle-Zélande .

## Situation
Elle est localisée sur le trajet de la route State Highway 45/S H 45, juste au sud-ouest de la ville de New Plymouth , .

## Population
La population était de 474 habitants selon le   recensement de 2006 en Nouvelle-Zélande, en augmentation de 27 résidents par rapport à celui de 2001.

## Histoire
La zone fut le site de la Omata Stockade, un fortin construit pour abriter les soldats durant les tensions à l'époque de la première guerre de Taranaki (en) de 1860 à 1961, et elle est près du site de la bataille de Waireka, qui eut lieu le 28 mars 1860 .

## Éducation
- L’école Omata School est une école mixte, assurant tout le primaire, allant des années 1 à 8, avec taux de décile de 8 avec un effectif de 147 élèves [6].

En 2003, l’école a célébré son 150 e anniversaire.

## Électorat d’Omata
L’électorat d'Omata (en) fut un secteur électoral pour la Chambre des représentants à partir de 1853 et jusqu’en 1870.
7 membres du Parlement représentaient la zone électorale entre le  1st (en) et le 4e session du Parlement (en).